# Hans Jüchser

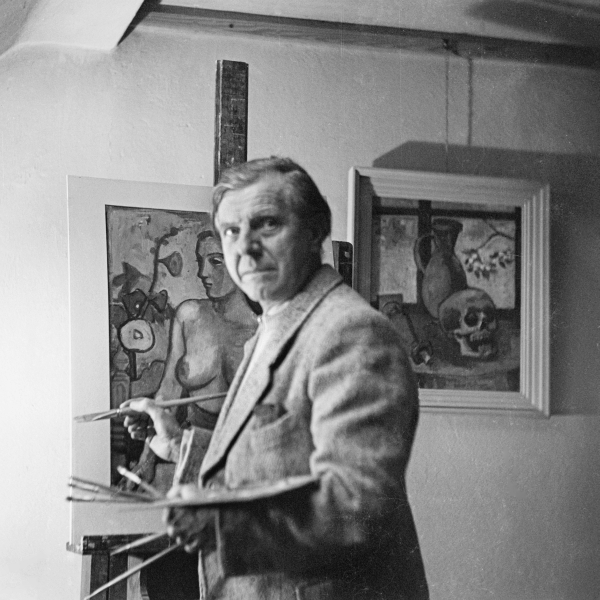
Hans Jüchser 1954

Hans Jüchser (* 14. Juli 1894 in Chemnitz; † 13. August 1977 in Dresden) war ein deutscher Maler und Grafiker.

## Leben und Wirken

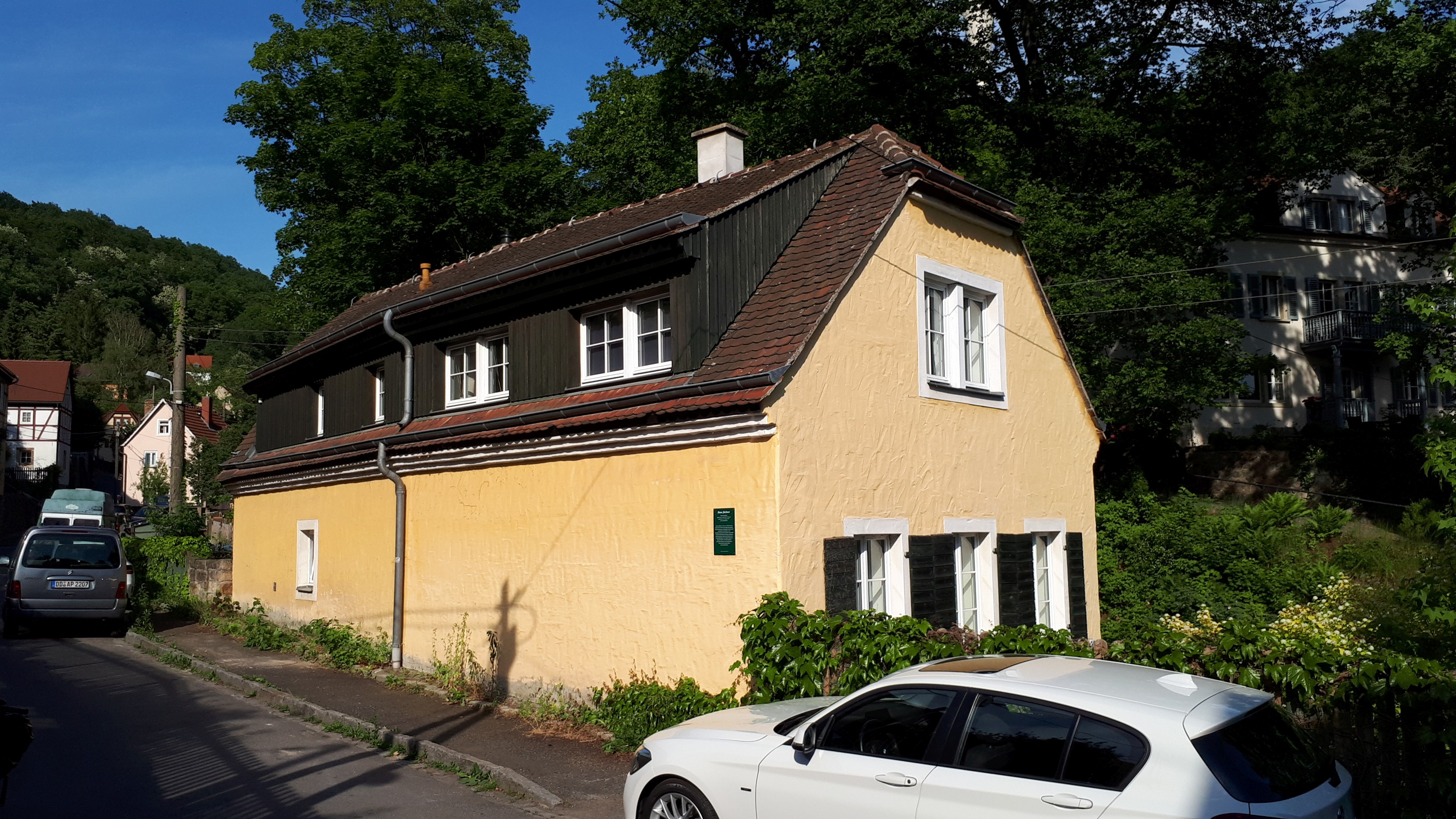
Wohnhaus Jüchsers in Wachwitz mit Gedenktafel

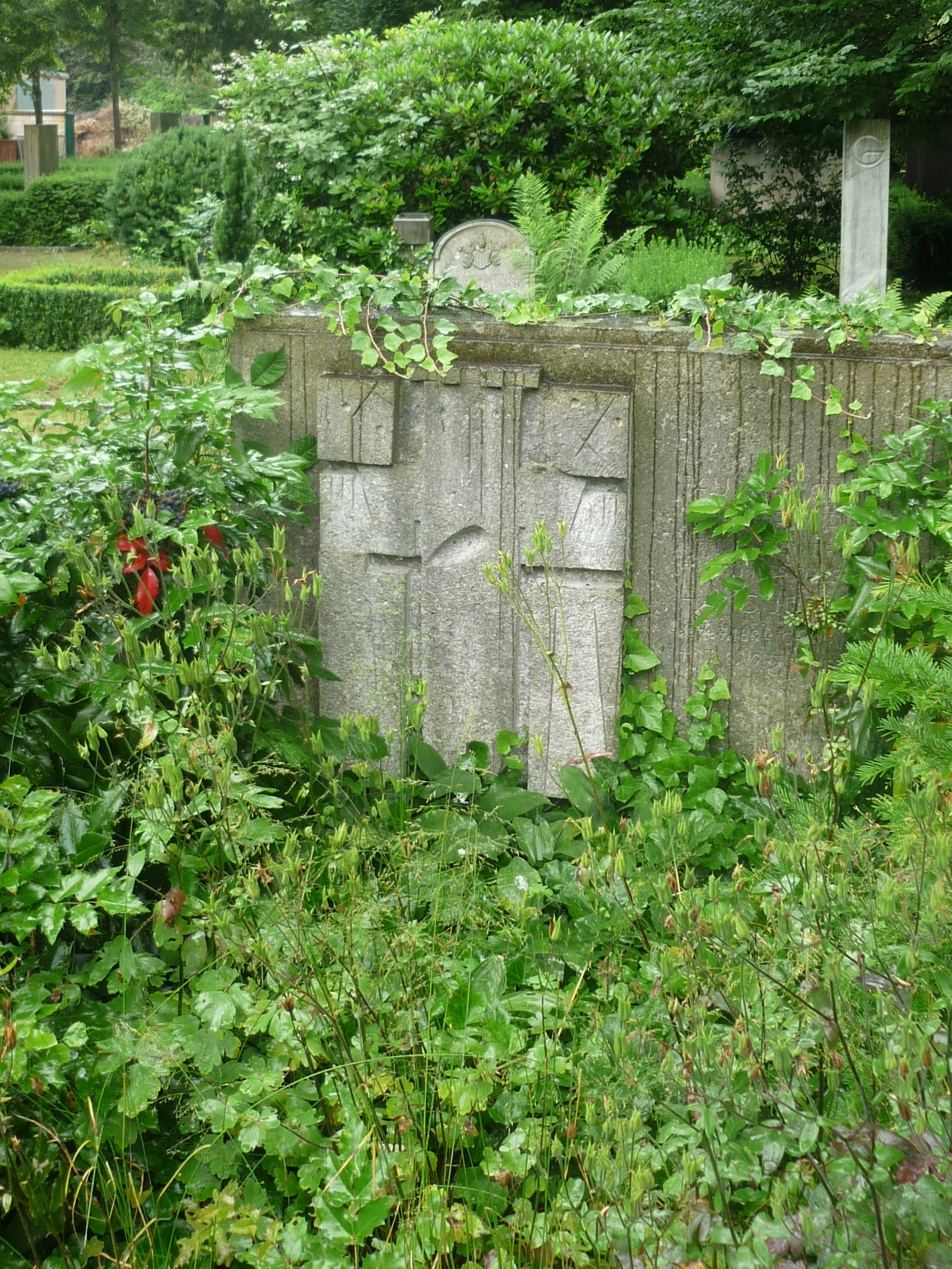
Grab von Hans Jüchser auf dem Loschwitzer Friedhof

Der 1894 als Sohn einer Lehrerfamilie geborene Jüchser besuchte nach der Volksschule von 1910 bis 1915 das Lehrerseminar in Stollberg/Erzgeb. und studierte nach seiner Teilnahme am Ersten Weltkrieg von 1919 bis 1923 an der Dresdner Akademie für Kunstgewerbe bei Arno Drescher und Georg Erler. Anschließend vertiefte er bis 1928 seine Ausbildung an der dortigen Kunstakademie, wo er Meisterschüler bei Otto Hettner und Ludwig von Hofmann wurde. Während dieser Zeit unternahm Jüchser 1927 eine Studienreise nach Südschweden und Bornholm.
Hans Jüchser lebte von 1921 bis zu seinem Tod im „Talhaus“ in Dresden-Wachwitz, Wachwitzgrund 56. Aus seiner ersten Ehe mit Paula Jüchser, geb. Schmidt (1892–1955) stammte der Architekt Jürgen Jüchser (1929–2019). Seine zweite Ehefrau war Helga Jüchser, geb. Schütze (* 1938).
Jüchser war von 1920 bis 1934 Mitglied der Künstlervereinigung Dresden, von 1930 bis 1932 gleichzeitig auch der Assoziation revolutionärer bildender Künstler (ASSO), von 1932 bis 1934 der Dresdner Sezession 1932 und ab 1934 des „Kreis der Sieben“.
In der Zeit des Nationalsozialismus war Jüchser Mitglied der Reichskammer der bildenden Künste. Für diese Zeit ist seine Teilnahme an 25 großen Ausstellungen, u. a. 1943 in Dresden „Soldat und Künstler“, und 1943 eine Einzelausstellung mit Curt Querner im Dresdner Kunsthaus Kühl sicher belegt. 1937 wurden im Rahmen der deutschlandweiten konzertierten Aktion „Entartete Kunst“ mehrere seiner Arbeiten, die nicht dem nazistischen Kunstkanon entsprachen, beschlagnahmt und einige vernichtet. Nach einer Studienreise nach Italien im Jahr 1939 wurde Jüchser 1940 zur Wehrmacht eingezogen, und er musste am Zweiten Weltkrieg teilnehmen.
Nach der Kriegsgefangenschaft ging er wieder nach Dresden und arbeitete als freier Maler. Er war in der Sowjetischen Besatzungszone bzw. der DDR an einer großen Zahl wichtiger Ausstellungen beteiligt
U. a. beteiligte er sich 1945/1946 mit sechs Bildern an der ersten Kunstausstellung in Dresden nach Kriegsende („Freie Künstler. Ausstellung Nr. 1“), 1946 an der Allgemeinen Deutschen Kunstausstellung in Dresden, 1947 an der 2. und 1948 an der 3. Ausstellung Erzgebirgischer Künstler in Freiberg und danach bis 1978 an mehreren Deutschen Kunstausstellungen in Dresden.
Jüchser schuf ein Werk aus Ölmalerei, Aquarell, Monotypien sowie Grafiken, darunter Arbeiten zur Bibel, wie die Entwürfe zu den Glasfenstern des Lutherhauses am Anger von Altkötzschenbroda in Radebeul.
Sein Grab mit einer Plastik von Friedrich Press befindet sich auf dem Loschwitzer Friedhof.

## Auszeichnungen
- 1960: Grafik-Preis der CDU (3. Preis für Einzelblätter) für den Farbholzschnitt Lesende Helga (1958)

## Darstellung Jüchsers in der bildenden Kunst der DDR (Auswahl)
- Horst Leifer: Bildnis Hans Jüchser (Öl auf Sperrholz, 115 × 88 cm, 1976; Galerie Neue Meister Dresden)[10]

## Im Rahmen der Aktion „Entartete Kunst“ 1937 nachweislich beschlagnahmte Werke
- Zwei Frauen und Kleinkind auf der Waldwiese (Radierung, 1929; aus der Deutschen Graphikschau in Görlitz; zerstört)
- Mutter und schlafendes Kind (Grafik, 1931; aus der Deutschen Graphikschau in Görlitz; zerstört)
- Lesende (Grafik; aus der Deutschen Graphikschau in Görlitz; zerstört)
- Familie (Radierung, 1931; aus der Deutschen Graphikschau in Görlitz; zerstört)
- Herbstlandschaft (Tafelbild; aus der Städtischen Kunstsammlung Duisburg; Verbleib ungeklärt)

## Weitere Ausstellungen (unvollständig)
- 2022/2023 Hans Jüchser und Weggefährden; Dresden, Kunstausstellung Kühl
- 2011/12: Neue Sachlichkeit in Dresden. Malerei der Zwanziger Jahre von Dix bis Querner, 1. Oktober 2011 bis 8. Januar 2012, Kunsthalle im Lipsius-Bau, Dresden
- 2010: Hans Jüchser – Friedrich Press. Bekenntnis in Form und Farbe, 12. Februar 2010 bis 16. Mai 2010, Städtische Galerie Dresden, Dresden
- 2006: Gegenwelten – Informelle Malerei in der DDR Kunstverein Talstrasse, Halle
- 2005: Chef-d’œvre, Galerie Döbele, Dresden
- 1994: Hans Jüchser (1894–1977). Malerei, 22. Mai bis 9. Juli 1994, Ausstellung anlässlich des 100. Geburtstages Hans Jüchsers und dem 70-jährigen Bestehen der Kunstausstellung Kühl, Dresden[11]
- 1976/1977 Monotypien, Holzschnitte, Tafelbilder, Zentralinstitut für Kernforschung Rossendorf bei Dresden